# 심불상응행법 (유가사지론)
이 문서는 대승불교의 유식유가행파의 근본 논서인 《유가사지론》에서 설명하고 있는 심불상응행법(心不相應行法)에 대해 다룬다. 심불상응행법에 대한 전체적 · 일반적 내용은 '심불상응행법 문서'에서 다루고 있다.
《유가사지론》의 저자는 전통적으로 미륵보살인 것으로 알려져 있는데, 유식학의 논사라는 측면에서 보면 미륵보살은 유식학의 개조(開祖)이고, 또한 무착(無着)과 함께 인도불교의 유식학의 총 3기 가운데 제1기의 논사이다. 《유가사지론》에서는 '심불상응행법(心不相應行法)'이라는 낱말의 의미에 대해서는 해설하고 있지 않으며, 그것에 속한 법들을 나열함으로써 심불상응행법을 정의하고 있다. 미륵보살이 '심불상응행법(心不相應行法)'이라는 낱말의 의미에 대해 해설하지 않은 이유는 '심불상응행법'이라는 이름 그 자체가 이미 충분히 '마음과 상응하지 않는, 행온에 속한 법'이라는 의미를 설명하고 있다고 본 것으로 여겨진다.
《유가사지론》 제3권에 따르면, 색 · 성 · 향 · 미 · 촉 · 법의 6경 중 법경은 가법(假法)과 실법(實法)을 합하여 총 87가지의 법으로 이루어져 있다. 이 중에는 득(得) · 무상정(無想定) · 멸진정(滅盡定) · 무상이숙(無想異熟) · 명근(命根) · 중동분(衆同分) · 이생성(異生性) · 생(生) · 노(老) · 주(住) · 무상(無常) · 명신(名身) · 구신(句身) · 문신(文身) · 유전(流轉) · 정이(定異) · 상응(相應) · 세속(勢速) · 차제(次第) · 시(時) · 방(方) · 수(數) · 화합(和合) · 불화합(不和合)의 24가지 불상응행법이 가법으로 속해 있다.

## 정의
《유가사지론》에 따르면, 법경(法境), 즉 좁은 뜻에서의 법계(法界)의 87가지의 법(法)은 다음과 같이 구성되어 있다.
- 실법(實法): 61가지
  - 심소유법(心所有法): 작의(作意)부터 심사(尋伺)까지 53가지
  - 무위법(無爲法): 허공(虛空) · 비택멸(非擇滅) · 택멸(擇滅) · 선법(善法) 불선법(不善法) 무기법(無記法)의 진여(眞如) · 부동(不動) · 상수멸(想受滅)의 8가지[6]
- 가법(假法): 26가지
  - 법처소섭색(法處所攝色): 율의불률의소섭색(律儀不律儀所攝色: 율의불률의에 포함되는 색)과 삼마지소행색(三摩地所行色: 삼마지에서 행해지는 색)의 2가지
  - 불상응행법(不相應行法): 24가지

심불상응행법(心不相應行法)은 불상응행법(不相應行法)이라고도 하는데, 위의 목록에서 보는 바와 같이 심불상응행법은 법경 즉 좁은 의미의 법계를 구성하는 실법(實法) 61가지와 가법(假法) 26가지의 총 87가지의 법 중에서 가법(假法)에 속한다.
《유가사지론》에서는 심불상응행법에 속한 법으로 득(得) · 무상정(無想定) · 멸진정(滅盡定) · 무상이숙(無想異熟) · 명근(命根) · 중동분(衆同分) · 이생성(異生性) · 생(生) · 노(老) · 주(住) · 무상(無常) · 명신(名身) · 구신(句身) · 문신(文身) · 유전(流轉) · 정이(定異) · 상응(相應) · 세속(勢速) · 차제(次第) · 시(時) · 방(方) · 수(數) · 화합(和合) · 불화합(不和合)의 24가지 법을 들고 있다.
不相應行有二十四種。謂得。無想定。滅盡定。無想異熟。命根。眾同分。異生性。生老住無常。名身句身文身。流轉。定異相應。勢速。次第。時方數。和合不和合。
— 《유가사지론》, 제3권. p. 293c. 한문본

불상응행(不相應行)에는 24가지, 즉 득(得) 무상정(無想定) 멸진정(滅盡定) 무상이숙(無想異熟) 명근(命根) 중동분(衆同分) 이생성(異生性) 생(生) 노(老) 주(住) 무상(無常) 명신(名身) 구신(句身) 문신(文身) 유전(流轉) 정이(定異) 상응(相應) 세속(勢速) 차제(次第) 시(時) 방(方) 수(數) 화합(和合) 불화합(不和合)이 있다.
— 《유가사지론》, 제3권. 99-100쪽. 한글본

## 개별 법의 설명
《유가사지론》에서는 24가지 심불상응행법을 들고 있는데, 이들에 대한 《유가사지론》의 설명은 다음과 같다.

### (1) 득(得)
득(得, 산스크리트어: prāpti)은 생연(生緣: 어떤 법이 생겨나게 하는 조건)에 증성(增盛)의 원인[因]이 포함되어 있는 것으로, 자상속(自相續: 자신의 소의신)과 택멸 · 비택멸의 2멸(滅)을 획득[獲]하고 잃지 않는 것[成就]을 말한다.

### (2) 무상정(無想定)
무상정(無想定, 산스크리트어: asaṃjñi-samāpatti)은 색계의 4선천 중 제4선천에 속한 무상천(無想天)에 태어날 인(因)이 되는 선정으로, 8식 중 전6식(前六識)의 심(心) · 심소(心所)가 모두 없어지는 선정이다. 상(想)의 심소를 위주로 하여 멸하기 때문에 무상정(無想定)이라고 이름한다. 비유하자면, 무상정에서 심상(心想)이 완전히 정지된 상태는 마치 물고기가 얼음 밑에서 가만히 있는 것이나 혹은 벌레가 땅속에서 겨울을 나면서 정지 상태로 있는 것과 같다. 하지만, 무상정은 번뇌를 억제 또는 감소시키기는 하나 단멸하지는 못하기 때문에 성자의 지위[聖果]에 들게 하지는 못한다. 즉 무상정을 닦아 6식의 심상(心想)이 완전히 정지된 상태에 도달하더라도, 무상정은 번뇌를 단멸하는 무루혜(無漏慧)를 증득하게 하는 것은 아니기 때문에 성자의 지위가 시작되는 견도위(見道位)에 들지는 못한다.

### (3) 멸진정(滅盡定)
멸진정(滅盡定, 산스크리트어: nirodha-samāpatti)은 무색계의 4천 중 제4천인 유정천(有頂天, 즉 非想非非想天)에서 획득할 수 있는, 불과(佛果: 완전한 깨달음)에 매우 근접한 과보인, 정주(靜住: 마음이 산란을 떠나 고요히 머무는 것)에 도달하는 인(因)이 되는 선정으로, 무상정과 마찬가지로 8식 중 전6식(前六識)의 심(心) · 심소(心所)가 모두 없어지는 선정이다. 무상정과 무상과가 이생범부(異生凡夫)가 닦는 선정이고 도달하는 과보인 반면, 멸진정과 그 과보는 성자, 특히 부처와 아라한이 닦는 선정이고 도달하는 과보이다. 부파불교의 교학에 따르면, 멸진정은 불과(佛果)의 직전의 단계 즉 열반의 직전의 단계에 도달하게 하는 선정이다. 즉, 멸진정의 과보에 도달한 후 한 걸음 더 나아가면 부처의 지위에 도달한다. 이러한 부파불교의 견해와는 달리, 대승불교의 교학에 따르면, 소승의 아라한이 닦는 멸진정은 유루정(有漏定)으로, 6식은 완전히 단멸(斷滅)하지만 제7 말나식(末那識)은 인집(人執)을 일으키는 번뇌까지만 단멸하며, 대승의 보살이 닦는 멸진정은 무루정(無漏定)으로, 6식은 완전히 단멸하고 나아가 제7 말나식(末那識)은 법집(法執)을 일으키는 번뇌까지 모두 없애 제7 말나식까지 단멸한다. 하지만, 제8 아뢰야식은 단멸하지 못한다.

### (4) 무상이숙(無想異熟)
무상이숙(無想異熟)은 무상과(無想果, 산스크리트어: āsaṃjñika), 무상보(無想報) 또는 무상사(無想事)라고도 하며, 색계의 무상천(無想天)에 태어나는 것을 말한다. 무상정(無想定)을 닦아 무상천에 태어나면, 500대겁(大劫) 동안 무심(無心)의 상태로 살아가고 그 후 다시 욕계에 태어난다고 한다.
무상이숙은 색계에 존재하는 3가지 승생(勝生: 뛰어나게 태어남) 가운데 하나이다.
색계에서의 3가지 승생 중 첫째는 이생(異生: 즉 범부)이 무상천(無想天)에 태어나는 것 즉 무상이숙이고, 둘째는 유정이 유상천(有想天)에 태어나는 것으로 색계 18천(十八天) 가운데 광과천(廣果天) 이하에 태어나는 것을 말한다. 셋째는 성자가 정거천(淨居天)에 태어나는 것으로, 정거천이란 색계 18천(十八天) 가운데 무번천(無煩天) 이상의 5정거천(五淨居天), 즉 무번천(無煩天) · 무열천(無熱天) · 선현천(善現天) · 선견천(善見天) · 색구경천(色究竟天)을 말하며, 성문(聲聞) 제3과인 아나함과(불환과)를 증득한 성자가 태어나는 곳이다.

### (5) 명근(命根)
명근(命根, 산스크리트어: jīvitendriya)은 유정의 목숨[壽], 생기(生氣) 또는 생명(生命)를 말하는데, 현생에서 받은 소의신[自體]이 태어난 장소인 3계 내의 각 처소(地 또는 處)에서 머무르게 되는 시간에, 과거의 업[先業]에 따라, 한정이 있는 것을 가리킨다. 달리 말하면, 아뢰야식(阿賴耶識)에 형성된 명언종자(名言種子: 온갖 법을 낳는 직접 인연이 되는 종자 또는 훈습)에 의거하여 아뢰야식이 과거세의 업을 견인하고 집지하여 현생에서 정신[心]과 육체[色]가 머물 기간을 결정하는데, 이러한 작용을 마치 실제의 법인 것처럼 가립(假立)하여 명근(命根)이라 한다.

### (6) 중동분(衆同分)
중동분(衆同分, 산스크리트어: nikāya-sabhāga)은 줄여서 동분(同分, 산스크리트어: sabhāga)이라고도 하고, 중생동분(衆生同分, 산스크리트어: sattva-sabhāga) 또는 유정동분(有情同分, 산스크리트어: sattva-sabhāga)이라고도 하는데, 3계 내의 각 처소(地 또는 處)에 태어나는 유정들은 계(界: 3계9지), 취(趣: 6취), 생(生: 태생 · 난생 · 습생 · 화생의 4생), 종류[類], 성질[性], 모습[形] 등이 서로 유사한 것을 말한다.

### (7) 이생성(異生性)
이생성(異生性, 산스크리트어: prthag-janatva)은 구역(舊譯)에서는 범부성(凡夫性)이라 하는데, 3계의 견소단(見所斷)의 법종자(法種子) 즉 견혹(見惑)의 법종자를 아직 끊지 못한 상태이기 때문에 견도위(見道位)에 들지 못한 것을 말한다. 역으로, 견도위에 들게 되면 이생성(異生性)이 사라지게 된다.

### (8) 생(生)
생(生, 산스크리트어: jāti)은 생(生) · 노(老) · 주(住) · 무상(無常)의 4유위상(四有爲相) 또는 유위4상(有爲四相) 가운데 하나이다. 유위4상은 일체처의 식[一切處識]이 상속(相續)하는 중에 일체종자(一切種子)가 상속(相續)하여 일체처의 식과 함께 진행하여 나아가는 것[俱行]의 분위(分位: 국면, 양태, 단계, phase)를 실제의 법(法)인 것처럼 가립(假立)한 것으로, 생(生)의 유위상[生有爲相]은 인연의 힘에 의해 이전에 아직 상속하여 생겨나지 않았던 법이 지금 처음으로 생겨나는 것을 별도의 법으로 가립한 것이다.

### (9) 노(老)
노(老, 산스크리트어: jarā)는 생(生) · 노(老) · 주(住) · 무상(無常)의 4유위상(四有爲相) 또는 유위4상(有爲四相) 가운데 하나이다. 노(老)는 이(異, 산스크리트어: anyathātva)라고도 한다. 유위4상은 일체처의 식[一切處識]이 상속(相續)하는 중에 일체종자(一切種子)가 상속(相續)하여 일체처의 식과 함께 진행하여 나아가는 것[俱行]의 분위(分位: 국면, 양태, 단계, phase)를 실제의 법(法)인 것처럼 가립(假立)한 것으로, 지금 생겨난 법은 반드시 변이(變異)하는데 노(老)의 유위상[老有爲相]은 이러한 변이성(變異性)을 별도의 법으로 가립한 것이다.
이러한 변이성에는 이성변이성(異性變異性)과 변성변이성(變性變異性)의 2가지가 있다. 이성변이성(異性變異性)은 상사(相似)로 생기는 것, 즉 동류법(同類法)이 전(前) · 후(後)에 변이(變異)하는 것을 말한다. 변성변이성(變性變異性)은 불상사(不相似)로 생기는 것, 즉 이류법(異類法)이 전(前) · 후(後)에 변이(變異)하는 것을 말한다.

### (10) 주(住)
주(住, 산스크리트어: sthiti)는 생(生) · 노(老) · 주(住) · 무상(無常)의 4유위상(四有爲相) 또는 유위4상(有爲四相) 가운데 하나이다. 유위4상은 일체처의 식[一切處識]이 상속(相續)하는 중에 일체종자(一切種子)가 상속(相續)하여 일체처의 식과 함께 진행하여 나아가는 것[俱行]의 분위(分位: 국면, 양태, 단계, phase)를 실제의 법(法)인 것처럼 가립(假立)한 것으로, 지금 생겨난 법은 얼마 동안 찰나마다 생(生)의 상태의 모습으로 전전[隨轉]하여 마치 변이 없이 지속되는 것처럼 보이는데, 주(住)의 유위상[住有爲相]은 이러한 일시적인 머무름의 성질[暫住性]을 별도의 법으로 가립한 것이다.

### (11) 무상(無常)
무상(無常, 산스크리트어: anitya)은 생(生) · 노(老) · 주(住) · 무상(無常)의 4유위상(四有爲相) 또는 유위4상(有爲四相) 가운데 하나이다.
무상(無常)은 멸(滅, 산스크리트어: anityatā)이라고도 한다. 유위4상은 일체처의 식[一切處識]이 상속(相續)하는 중에 일체종자(一切種子)가 상속(相續)하여 일체처의 식과 함께 진행하여 나아가는 것[俱行]의 분위(分位: 국면, 양태, 단계, phase)를 실제의 법(法)인 것처럼 가립(假立)한 것으로, 지금 생겨난 법은 생긴 찰나 이후의 어느 찰나에는 반드시 더 이상 머무르지 않고(즉, 주(住)나 노(老)의 상태에 있지 않고) 무(無)로 돌아가 과거의 것이 되는데, 무상(無常)의 유위상[無常有爲相]은 이러한 소멸성(消滅性)을 별도의 법으로 가립한 것이다.

### (12) 명신(名身)
명신(名身, 산스크리트어: nāmakāya)은 온갖 상(想, saṃjñā)의 집합[身], 즉 온갖 명사적 개념의 집합을 말한다. 상(想) 즉 명사적 개념이란 어떤 법의 일반적 · 공통적 성질을 분별[遍分別]함으로써 해당 법의 자상(自相)을 설정할 때 언어[言說, 말]를 따라 세우는 개념을 말한다.
명신(名身)은 모든 지식[知事]과 설명[詮事]에서 사용되는 문신(文身) · 명신(名身) · 구신(句身)의 3신(三身) 중 하나이다. 즉, 언어를 구성하는 3가지 요소[三身] 중 하나이다. 그 상(相)을 극히 간략하게 말하는 것이 문(文: 음소)이고, 중간 정도로 말하는 것이 명(名: 명사)이고, 널리 말하는 것이 구(句: 문장)이다.
문(文: 음소)만으로는 음운(音韻)만 요달(了達)할 수 있으며 각각의 법의 자상을 요달할 수 없다. 명(名: 명사)으로는 각각의 법의 자상을 요달할 수 있으며 또한 그 지닌 바 음운을 요달할 수 있다. 하지만 해당 법의 깊거나 넓은 차별상을 요달할 수 없다. 구(句: 문장)로는 이 모두를 요달할 수 있다.
또한, 문신(文身) · 명신(名身) · 구신(句身)의 3신(三身)은 내명(內明: 불교 진리의 학문) · 인명(因明: 논리학) · 성명(聲明: 문법학) · 의방명(醫方明: 병의 원인을 밝히고 예방하는 학문) · 공교명(工巧明: 여러 가지 기술학)의 5명(五明: 5가지 학문)에 의해 각 분야에 따라 건립된다.

### (13) 구신(句身)
구신(句身, 산스크리트어: padakāya)은 온갖 문장[章]의 집합[身]을 말한다. 문장[章]은 명신(名身)에 의해 설정된 각각의 법의 자상(自相)을 바탕으로 해당 법의 차별상을 설정하고 공덕(功德) · 과실(過失), · 잡염(雜染) · 청정(清淨) · 희론(戲論)을 건립한다.
구신(句身)은 모든 지식[知事]과 설명[詮事]에서 사용되는 문신(文身) · 명신(名身) · 구신(句身)의 3신(三身) 중 하나이다. 즉, 언어를 구성하는 3가지 요소[三身] 중 하나이다. 그 상(相)을 극히 간략하게 말하는 것이 문(文: 음소)이고, 중간 정도로 말하는 것이 명(名: 명사)이고, 널리 말하는 것이 구(句: 문장)이다.
문(文: 음소)만으로는 음운(音韻)만 요달(了達)할 수 있으며 각각의 법의 자상을 요달할 수 없다. 명(名: 명사)으로는 각각의 법의 자상을 요달할 수 있으며 또한 그 지닌 바 음운을 요달할 수 있다. 하지만 해당 법의 깊거나 넓은 차별상을 요달할 수 없다. 구(句: 문장)로는 이 모두를 요달할 수 있다.
또한, 문신(文身) · 명신(名身) · 구신(句身)의 3신(三身)은 내명(內明: 불교 진리의 학문) · 인명(因明: 논리학) · 성명(聲明: 문법학) · 의방명(醫方明: 병의 원인을 밝히고 예방하는 학문) · 공교명(工巧明: 여러 가지 기술학)의 5명(五明: 5가지 학문)에 의해 각 분야에 따라 건립된다.

### (14) 문신(文身)
문신(文身, 산스크리트어: vyañjanakāya)은 음소[字, 산스크리트어: akṣara]의 집합[身]을 말한다. 문신(文身: 음소)은 명신(名身: 명사)과 구신(句身: 문장)을 구성하는 기본 근거 또는 요소[所依止]이다.
문신(文身)은 모든 지식[知事]과 설명[詮事]에서 사용되는 문신(文身) · 명신(名身) · 구신(句身)의 3신(三身) 중 하나이다. 즉, 언어를 구성하는 3가지 요소[三身] 중 하나이다. 그 상(相)을 극히 간략하게 말하는 것이 문(文: 음소)이고, 중간 정도로 말하는 것이 명(名: 명사)이고, 널리 말하는 것이 구(句: 문장)이다.
문(文: 음소)만으로는 음운(音韻)만 요달(了達)할 수 있으며 각각의 법의 자상을 요달할 수 없다. 명(名: 명사)으로는 각각의 법의 자상을 요달할 수 있으며 또한 그 지닌 바 음운을 요달할 수 있다. 하지만 해당 법의 깊거나 넓은 차별상을 요달할 수 없다. 구(句: 문장)로는 이 모두를 요달할 수 있다.
또한, 문신(文身) · 명신(名身) · 구신(句身)의 3신(三身)은 내명(內明: 불교 진리의 학문) · 인명(因明: 논리학) · 성명(聲明: 문법학) · 의방명(醫方明: 병의 원인을 밝히고 예방하는 학문) · 공교명(工巧明: 여러 가지 기술학)의 5명(五明: 5가지 학문)에 의해 각 분야에 따라 건립된다.

### (15) 유전(流轉)
유전(流轉, 산스크리트어: pravrtti)은 모든 유위법[行]의 인과가 상속하여 끊임이 없이 계속하여 이어지는 것을 말한다. 달리 말하면, 유전(流轉)은 모든 유위법에 대해 인과법칙이 언제나 작용하고 있다는 것을 뜻한다.
유전의 분류 또는 차별에는 여러 가지가 있는데, 그 중에 특기할 만한 것으로는 연기법과 관련된 순류유전(順流流轉)과 역류유전(逆流流轉)이 있다. 순류유전은 생사의 상속(이어짐)이 끊이지 않아서 3계와 6도를 전전(輾轉)하며 윤회하는 것을 말하며, 유전문(流轉門) 또는 줄여서 유전(流轉)이라고도 한다. 역류유전은 이와는 반대로 미혹된 세계[迷界]로부터 열반으로 들어가는 것을 말하며, 환멸문(還滅門) 또는 줄여서 환멸(還滅)이라고도 한다. 12연기법을 비롯한 연기법에서는 순류유전을 유전연기(流轉緣起) 또는 순연기(順緣起)라 하고 역류유전을 환멸연기(還滅緣起) 또는 역연기(逆緣起)라 한다.
또한, 유전(流轉)을 시간상 짧은 범위에서 긴 범위로 3종으로 구분하여 찰나전전유전(剎那展轉流轉) · 생전전유전(生輾轉流轉) · 염오청정유전(染污清淨流轉)으로 나누기도 한다. 찰나전전유전은 유위법이 찰나 찰나마다 생멸하면서 상속하는 것이 계속하여 이어지는 것을 말한다. 생전전유전은 유정이 살아가는 한 생애 동안 업의 상속에 의한 긍정적 · 부정적 변화가 계속하여 이어지는 것을 말한다. 염오청정유전은 유정이 과거생과 현생 동안 지은 선업과 악업에 따라 생사의 상속, 즉 긍정적 · 부정적 윤회, 즉 현생의 삶보다 보다 발전된 또는 퇴보된 상태로의 윤회가 이루어지는 것을 말한다.

### (16) 정이(定異)
정이(定異, 산스크리트어: pratiniyama)에서 정(定)은 결정성(決定性) 즉 불변성을 뜻하고 이(異)는 차별성(差別性) 즉 무혼란성을 뜻한다. 정이는 무시이래(無始以來)로부터 인과법칙은 절대 불변이며 혼란되거나 서로간에 섞이는 경우가 없다는 것을 말한다.
예를 들어, 선업과 악업에 따른 인과가 불변[定]하여 선업을 지으면 반드시 즐거운 과보를 받고 악업을 지으면 반드시 괴로운 과보를 받지 선업을 지었는데 괴로운 과보를 받거나 악업을 지었는데 즐거운 과보를 받거나 하는 식으로 인과법칙이 혼란되는 경우가 절대로 없다[異]는 것을 말한다. 인과법칙의 이러한 성격 즉 정이(定異)를 다른 말로는 인과차별(因果差別)이라고 한다.
달리 말하면, 인과법칙은 우주적인 불변의 법칙으로 인간이 그 법칙을 거슬러 행하면 스스로를 해칠 뿐 인과법칙 자체가 유정의 생각이나 의도 또는 태도에 따라 변하거나 하지 않는다는 것을 말하며, 나아가 여래(如來)조차도 인과법칙을 거스르거나 변동시킬 수 없으며, 오히려 여래를 비롯한 성자 등의 지혜로운 자들은 이러한 불변의 인과법칙에 스스로를 적극적으로 일치시킴으로써 보다 나은 삶을 이루어나간다는 것을 의미한다. 《유가사지론》 52권에서는 인과법칙의 이러한 우주적인 측면을 제법법이(諸法法爾)라고 말하고 있다. 즉 "여래가 세상에 출현하고 출현하지 않음에 관계 없이 제법은 본디 그러하다[如來出世若不出世 諸法法爾]", 즉 온갖 만물은 불변의 자연 법칙인 인과법칙에 따라, 혼란되어 서로 뒤섞이는 일 없이 제자리에서 운행되고 있다고 말하고 있다.
《유가사지론》 52권에서는 보다 구체적으로 다음과 같은 정이가 있다고 말하고 있다.
- 유전환멸정이(流轉還滅定異): 유전연기와 환멸연기는 불변이며 서로 혼란되는 경우가 없다.
- 일체법정이(一切法定異): 일체법(一切法)으로는 12처(十二處)가 있으며, 이 보다 더 많은 수의 법[處]이 있거나 또는 더 적은 수의 법[處]이 있거나 하지 않는다.
- 영수정이(領受定異): 업에 따라 과보를 받는 것에는 순락수업(順樂受業) · 순고수업(順苦受業) · 순불고불락수업(順不苦不樂受業)의 3수업(三受業) 또는 3수(三受)가 있을 뿐, 이 보다 더 많은 수의 수업(受業)이 있거나 또는 더 적은 수의 수업(受業)이 있거나 하지 않는다. 순락수업은 선업을 지으면 즐거운 과보[樂報]를 받는 것을 말한다. 순고수업은 악업을 지으면 괴로운 과보[苦報]를 받는 것을 말한다. 순고불고불락수업은 선업도 악업도 아닌 업을 지으면 즐겁지도 괴롭지도 않은 과보[不苦不樂報]를 받는 것을 말한다.[53][54]
- 주정이(住定異): 일체의 내분(內分: 인간 등의 유정)의 수량(壽量: 목숨의 한계, 즉 머무는 기간의 한계)과 외분(外分: 산하대지 등의 무정물)의 대겁(大劫)의 기간은 각각에 대한 인과법칙에 의해 결정되며 서로 간에 섞이는 일이 없다.
- 형량정이(形量定異): 유정이 태어날 때 받는 신체의 모습[形]과 크기[量], 태어나는 처소[處]의 모습[形]과 크기[量], 4대주(四大洲)를 포함한 3계9지의 기세간의 모습[形]과 크기[量]는 각각에 대한 인과법칙에 의해 결정되며 서로 섞이는 일이 없다.

### (17) 상응(相應)
상응(相應)은 신업(身業) · 구업(口業) · 의업(意業)의 3업(三業) 또는 3행(三行)에 의해 이루어진 '뛰어난 방편[勝方便]' 또는 행위[行]를 성립시킴에 있어 그 원인이 되는 각각의 법(法)이 균형있게[等] 그 방편 또는 행위[行]의 성립에 참여하는 것을 말한다.
달리 말하면, 상응은 인과상칭(因果相稱) 또는 인과수순(因果隨順)이라고 하는데, 즉 원인[因]을 이루는 요소[法]들이 균형있게[相稱] 포함되어 균형있는[相稱] 결과[果] 즉 뛰어난 방편[果]이 형성되는 것을 마치 실재하는 법(法)인 것처럼 가립(假立)한 것이다.
예를 들어, 《유가사지론》 제15권에 따르면, 뛰어난 언어적 방편 즉 구업(口業)에 의한 '뛰어난 방편[勝方便]'에 해당하는 논의 장엄[論莊嚴]이란 선자타종(善自他宗: 자기의 종지는 이해 · 수행 · 설명의 세 가지 모든 면에서, 타의 종지는 이해 · 설명의 두 가지 면에서 잘 하는 것) · 언구원만(言具圓滿: 말이 원만하게 갖추어진 것) · 무외(無畏) · 돈숙(敦肅) · 응공(應供)의 5가지 요소가 갖추어진 것이다. 이 5가지 가운데 두 번째의 언구원만(言具圓滿), 즉 말[言]이 원만(圓滿)하게 갖추어졌다는 것은 그 언어적 표현 모두가 '제대로 된 소리[聲]'인 것을 말한다. 다시 '제대로 된 소리[聲]'란 불비루(不鄙陋) · 경이(輕易) · 웅랑(雄朗) · 상응(相應) · 의선(義善)의 5가지 특질[五德]을 갖춘 것인데, 여기에서 네 번째 특질인 상응(相應)은 앞에서 말한 법의(法義: 법의 이치)와 뒤에서 말한 법의(法義)가 서로 부합하여 흩어짐이 없는 것을 말한다.
상응에는 관대도리(觀待道理) · 작용도리(作用道理) · 증성도리(證成道理) · 법이도리(法爾道理)의 4종류가 있는데, 이것을 4도리(四道理) 또는 4종도리(四種道理)라고 한다. 도리(道理)는 만사와 만물의 존재와 변화에는 준거하는 법칙이 있다는 것을 말하는데, 상응의 종류로 4도리가 있다는 것은 사물의 현재의 존재 모습은 이들 4가지 도리 즉 법칙과 상응했기 때문에 이루어진 것이고 또한 미래의 변화된 모습의 존재와 변화는 이들 4가지 법칙과 상응할 때 이루어진다는 것을 뜻한다.
- 관대도리(觀待道理): 상대도리(相待道理)라고도 한다. 모든 행위[行] 또는 현상[行]은 필요한 여러 가지 인연을 기다리다가[觀待, 相待] 그것들이 갖추어질 때 비로소 발생한다는 것을 말한다. 예를 들면, 씨앗와 계절과 물과 밭이라는 인연이 갖추어질 때 씨앗의 발아가 일어나는 것이 관대도리에 속한다.[59]
- 작용도리(作用道理): 인과도리(因果道理)라고도 한다. 모든 현상[行] 즉 결과[果]는 인연[因]이 작용 상태에 있음에 의해 성립된다는 것을 말한다. 예를 들어, 안식(眼識)이 어떤 사물을 요별하는 현상[行] 즉 안식의 작용(作用)은 안근(眼根)이 안식의 소의(所依)가 됨으로써 안근이 근(根)으로서의 작용 상태에 있기 때문이며 또한 이와 동시에 해당 사물 즉 색경(色境)이 안식의 소연(所緣)이 되어 경(境)으로서의 작용 상태에 있기 때문에 발생한다. 근(根) · 경(境) · 식(識)의 이러한 법칙적 관계는 작용도리에 속한다.[59]
- 증성도리(證成道理): 인성도리(因成道理) 또는 성취도리(成就道理)라고도 한다. 제행무상(諸行無常) · 제법무아(諸法無我) 등과 같이 현량(現量) · 비량(比量) · 성교량(聖教量)에 의거하여 증명되는 도리를 말한다.[59]
- 법이도리(法爾道理): 법연도리(法然道理)라고도 한다. 여래가 세상에 나오건 나오지 않건, 그것에 상관없이 언제나 우주[法界]에 항상 존재하는 법칙을 말한다. 태어남이 있으며 반드시 죽음이 있고, 인(因)이 있으면 반드시 과(果)가 있으며, 불은 사물을 태우고, 물은 사물을 젖게 하고 불려서 문드러지게 하는 것과 같은 자연한 법칙을 말한다.[59][60] 인과법 또는 연기법, 즉 유전연기와 환멸연기가 대표적인 법이도리이다.[48][61][62]

### (18) 세속(勢速)
세속(勢速, 산스크리트어: java)은 변화 · 동작 · 활동 또는 작용이 신속한 것을 말한다. 세속(勢速)은 신속한 유전(流轉)을 마치 실재하는 법(法)인 것처럼 가립(假立)한 것이다.
《유가사지론》 제56권에 따르면, 세속은 다음의 3가지로 나뉜다.
- 제행세속(諸行勢速): 모든 유위법의 생멸과 상응에 따른 동작과 변화가 신속한 것[66]
- 사용세속(士用勢速): 사람의 신(身) · 구(口) · 의(意) 3업(三業)의 작용이 신속한 것
- 신통세속(神通勢速): 신통(神通)의 작용이 신속한 것

### (19) 차제(次第)
차제(次第, 산스크리트어: anukrama)는 각각의 유위법[行]의 상속에는 전후의 순서가 있고 그 순서에 따라 유위법[行]이 진행되는 것을 말한다.
간단히 말하면, 차제(次第)는 인과생기(因果生起)의 순서를 말한다.
차제(次第)는 각각의 유위법[行]이 유전(流轉)할 때 그 분위(分位: 국면, 양태, 단계, phase)를 마치 실재하는 법(法)인 것처럼 가립(假立)한 것이다.
《유가사지론》 제56권에 따르면, 차제는 다음의 3가지로 나뉜다.
- 찰나유전차제(剎那流轉次第): 제행유전차제(諸行流轉次第)라고도 한다. 모든 유위법[諸行]의 전념(前念)에서 후념(後念)으로의 상속과 유전, 즉 전 찰나에서 후 찰나로의 상속과 유전에는 순서가 있는 것을 말한다.
- 내신유전차제(內身流轉次第): 각각의 몸[身]에는 10시(十時)의 순서가 있는 것을 말한다.
- 성립소작유전차제(成立所作流轉次第): 몸[身] 밖의 기세간[器界]은 전후 배치[安布]에 있어서 순서가 있는 것을 말한다.

### (20) 시(時)
시(時, 산스크리트어: kāla) 즉 시간은 유위법[行]의 상속이 끊이지 않는 것에 의지하여 그 분위(分位: 국면, 양태, 단계, phase)를 과거[去] · 현재[今] · 미래[來]로 설정하여 마치 이들이 실재하는 법(法)인 것처럼 가립(假立)한 것이다.
《유가사지론》 제56권에 따르면, 유위법[行]의 끊임이 없는 상속의 분위(分位: 국면, 양태, 단계, phase)를 '구분짓는 방식[差別]'에 따라 시(時)는 과거 · 현재 · 미래의 3세(三世)로 구분되어 설정될 뿐만 아니라 년(年) · 월(月) · 반달[半月] · 낮[晝] · 밤[夜] · 찰나(剎那) 등으로도 설정된다.

### (21) 방(方)
방(方, 산스크리트어: diś) 즉 방위(方位)는 포함되어 있는 모든 물질[色]에 의거하여 그 분위(分位: 국면, 양태, 단계, phase)를 방위로 설정하여 마치 실재하는 법(法)인 것처럼 가립(假立)한 것이다.
《유가사지론》 제56권에 따르면, 방(方: 방위)은 상(上: 위) · 하(上: 아래) · 방(傍: 옆)의 3가지로 나뉜다. 방(傍: 옆)은 다시 동(東) · 서(西) · 남(南) · 북(北)의 4방(四方)과 동남(東南) · 서남(西南) · 동북(東北) · 서북(西北)의 4유(四維)로 나뉘며, 일반적으로 방(方)은 4방 · 4유 · 상 · 하의 시방(十方)을 통칭한다.

### (22) 수(數)
수(數, 산스크리트어: saṃkhyā) 즉 개수(個數) 또는 수량(數量)은 법(法: 사물, 존재)의 제량(齊量: 균등한 분량)을 드러내는[表了] 것에 의거하여 그 분위(分位: 국면, 양태, 단계, phase)를 개수 또는 수량으로 설정하여 마치 실재하는 법(法)인 것처럼 가립(假立)한 것이다.
《유가사지론》 제52권과 제56권에 따르면, 수(數: 수량)는 1수(一數: 單數, 1개) · 2수(二數: 兩數 또는 雙數, 2개) · 다수(多數: 複數, 3개 이상)의 3가지로 나뉜다. 그리고 다수(多數)에는 헤아려 세는 것이 불가능한[不可數] '무한대의 수량[數邊際]'이 포함되는데 이것을 아승기(阿僧祇, 산스크리트어: asaṃkhya) 또는 아승기야(阿僧企耶)라 한다.

### (23) 화합(和合)
화합(和合, 산스크리트어: sāmagrī)은 각각의 유위법을 생겨나게 하는 모든 인(因: 직접적 원인)과 연(緣: 간접적 원인)이, 간략히 총괄적으로 말해서, 하나가 되는[為一] 것을 말한다. 즉 동사인(同事因: 현상[事] 즉 결과[事]의 원인들[因]이 일치[同]하는 것)의 상태를 말한다.
달리 말하면, 화합(和合)은 인연화합(因緣和合)의 상태를 말한다. 화합(和合)은 각각의 유위법의 형성 요소들[所作支]이 누락되지도 않고 또한 이지러져 있지도 않을 때 그 분위(分位: 국면, 양태, 단계, phase)를 마치 실재하는 법(法)인 것처럼 가립(假立)한 것이다.
《유가사지론》 제52권과 제56권에 따르면, 화합은 다음의 3가지로 나뉜다.
- 집회화합(集會和合): 필요한 인연이 모두 모여서 화합하는 것을 말한다. 예를 들어, 6경과 촉의 마음작용을 인연하여 수의 마음작용이 발생하는 것, 무명을 인연하여 행이 발생하고 나아가 생을 인연하여 노사가 발생하는 것, 장인의 지혜와 공구와 장인의 활동이 모두 화합하여 공예품을 만드는 것이 여기에 속한다.
- 일의화합(一義和合): 모든 유정들의 뜻[意: 하고자 하는 마음]과 즐기는 바[樂: 행위의 대상]와 증상력(增上力: 향상력, 노력)이 일치[等, 一義]하여 서로 어긋나는 것이 없어 다툼[諍訟]이나 괴리[乖離]가 없는 것을 말한다.
- 원만화합(圓滿和合): 12연기의 환멸연기에 있어서 12지(十二支 또는 十二種) 모두가 혼란됨이 없이 자타(自他)가 서로 '원만히 동등하게 일치[圓滿等]'하여 청정(清淨)의 상태를 이루는 것을 말한다.

### (24) 불화합(不和合)
불화합(不和合, 산스크리트어: asāmagrī)은 화합(和合)의 반대[相違]를 말한다. 즉 각각의 유위법을 생겨나게 하는 모든 인(因: 직접적 원인)과 연(緣)이 서로 일치하여 하나가 되는[為一] 것이 아니라, 서로 간에 불일치가 있어서 그 유위법이 생겨나지 못하는 상태를 말한다.
달리 말하면, 불화합(不和合)은 인연불화합(因緣不和合)의 상태를 말한다. 불화합(不和合)은 각각의 유위법의 형성 요소들[所作支]이 누락되거나 혹은 이지러져 있을 때 그 분위(分位: 국면, 양태, 단계, phase)를 마치 실재하는 법(法)인 것처럼 가립(假立)한 것이다.

## 같이 보기
- 심불상응행법
- 부파불교의 설일체유부
  - 심불상응행법 (아비달마품류족론)
  - 심불상응행법 (아비달마구사론)
  - 심불상응행법 (아비달마순정리론)
- 대승불교의 유식유가행파
  - 심불상응행법 (유가사지론)
  - 심불상응행법 (현양성교론)
  - 심불상응행법 (대승아비달마집론·잡집론)
  - 심불상응행법 (대승오온론·광오온론)
  - 심불상응행법 (대승백법명문론)
  - 심불상응행법 (성유식론)

## 참고 문헌
- 곽철환 (2003). 《시공 불교사전》. 시공사 / 네이버 지식백과. |title=에 외부 링크가 있음 (도움말)
- 미륵 지음, 현장 한역, 강명희 번역 (K.614, T.1579). 《유가사지론》. 한글대장경 검색시스템 - 전자불전연구소 / 동국역경원. K.570(15-465), T.1579(30-279). |title=에 외부 링크가 있음 (도움말)
- 운허.  동국역경원 편집, 편집. 《불교 사전》. |title=에 외부 링크가 있음 (도움말)
- 황욱 (1999). 《무착[Asaṅga]의 유식학설 연구》. 동국대학원 불교학과 박사학위논문.
- (중국어) 미륵 조, 현장 한역 (T.1579). 《유가사지론(瑜伽師地論)》. 대정신수대장경. T30, No. 1579. CBETA. |title=에 외부 링크가 있음 (도움말)
- (중국어) 星雲. 《佛光大辭典(불광대사전)》 3판. |title=에 외부 링크가 있음 (도움말)

## 주해
1. ↑  상칭(相稱)의 문자 그대로의 뜻은 '서로 부른다'로 서로가 서로에게 따르는 것 또는 응하는 것을 의미한다.
2. ↑  수순(隨順)의 사전적인 의미는 "남의 뜻에 순종(順從)함"으로, 구성요소가 서로 간에 부합하고 일치하는 것을 말한다. 참고: "隨順", 《네이버 한자사전》. 2012년 12월 27일에 확인.